# Hiodon
Genre
Hiodon est genre qui regroupe trois espèces de poissons d'eau douce, dont l'une est éteinte.

## Liste d'espèces
Selon ITIS et FishBase :
- Hiodon alosoides (Rafinesque, 1819) - laquaiche aux yeux d'or
- Hiodon tergisus Lesueur, 1818 - laquaiche argentée

Auxquels Tolweb ajoute :
- † Hiodon consteniorum